# Distrito de Chojata
El distrito peruano de Chojata es uno de los 11 distritos de la provincia de General Sánchez Cerro, ubicada en el departamento de Moquegua, bajo la administración del Gobierno regional de Moquegua, en el sur del Perú.
Desde el punto de vista jerárquico de la Iglesia católica forma parte de la Diócesis de Tacna y Moquegua la cual, a su vez, pertenece a la Arquidiócesis de Arequipa.

## Historia
El distrito fue creado mediante Ley n.º 12193 del 15 de febrero de 1955.

## Demografía
La población estimada en el año 2015 era de 2573 habitantes.

## Autoridades

### Municipales
- 2015-2018
  - Alcalde: Ing. Prescilio Alejandro Mamani Eugenio, de Movimiento Líder - Lista de Integración para el Desarrollo Regional.
  - Regidores:

  1. (Movimiento Líder - Lista de Integración para el Desarrollo Regional)
  2. Lista de Integración para el Desarrollo Regional)
  3. (Movimiento Líder - Lista de Integración para el Desarrollo Regional)
  4. (Movimiento Líder - Lista de Integración para el Desarrollo Regional)
  5. (Kausachun)

## Festividades
- 3 de mayo, las cruces de mayo
- 22 de abril, aniversario del distrito
- Febrero, marzo, fiesta de carnavales
- 10 de agosto, fiesta de San Lorenzo
- Julio, agosto, fiesta de sequías